# José Eduardo Gaspar Arruda
José Eduardo Gaspar Arruda (Movene, Moçambique, 10 de março de 1949 – Lisboa, 26 de janeiro de 2019) foi um militar que susteve graves ferimentos durante a guerra colonial portuguesa, tendo mais tarde lutado pelos direitos das pessoas com deficiência em Portugal.

## Vida
José Arruda nasceu em Movene (Moçambique), realizou o Curso Comercial na Escola Comercial de Lourenço Marques e integrou a equipa de basquetebol, no grupo desportivo local.
Integrou o serviço militar obrigatório em 1971, e nesse mesmo ano sofreu um acidente do qual resultou a cegueira e a amputação do membro superior esquerdo.
Em 1973 participou no movimento de apoio à criação do estatuto do deficiente das Forças Armadas, tendo participado em 1974 na 1ª Assembleia-Geral da ADFA.
A partir do início dos anos 80 envolveu-se definitivamente na luta pelos direitos humanos das pessoas com deficiência:
Entre Junho de 1981 e 1986 integrou a Direção Nacional da ADFA
- Entre Junho de 1981 e 196 integrou a direção Nacional da ADFA.
- Entre 1982 e 1983 presidiu a Comissão Instaladora da Federação Portuguesa de Desporto para Deficientes.
- De 1987 a 1995 e de 2007 a 2019 foi presidente da Direção Nacional da ADFA.
- Entre 1989 e 1994 foi presidente da Comissão Permanente para os Assuntos Europeus - CPAE, da Federação Mundial de Antigos Combatentes e Vítimas de Guerra - FMAC.
- De 1986 a 1994 participou em dois ciclos olímpicos, como Presidente da Mesa da Assembleia da Federação Portuguesa de Desporto para Deficientes.
- A 9 de junho de 2004, foi distinguido pelo presidente da República, Jorge Sampaio, com a Ordem do Mérito, Grau de Comendador, pelo trabalho desenvolvido no âmbito da defesa dos direitos das pessoas com deficiência.[2]
- Entre 2005 e 2007 foi Presidente da Mesa da Assembleia-Geral da APOIAR.
- Foi agraciado em 2009 com a Medalha de Prata da FMAC pelos 20 anos de serviço da Paz e Cooperação Internacional.
- Foi condecorado a 14 de Maio de 2014 com a Medalha da Defesa Nacional pelo Ministro da Defesa Nacional, José Pedro Aguiar-Branco.
- A 24 de fevereiro de 2016, foi agraciado pelo Presidente da República Aníbal Cavaco Silva, com o grau de Grande-Oficial da Ordem do Infante D. Henrique.[2]
- A 21 de Janeiro de 2019 foi distinguido com a Medalha da FMAC.

Morreu a 26 de janeiro de 2019, no Hospital da Cruz Vermelha Portuguesa, em Lisboa.
Em 2025, foi atribuída a designação Rua José Eduardo Gaspar Arruda ao prolongamento da Rua General Henrique de Carvalho, na freguesia de Carnide, em Lisboa.